# Palmar El Salto

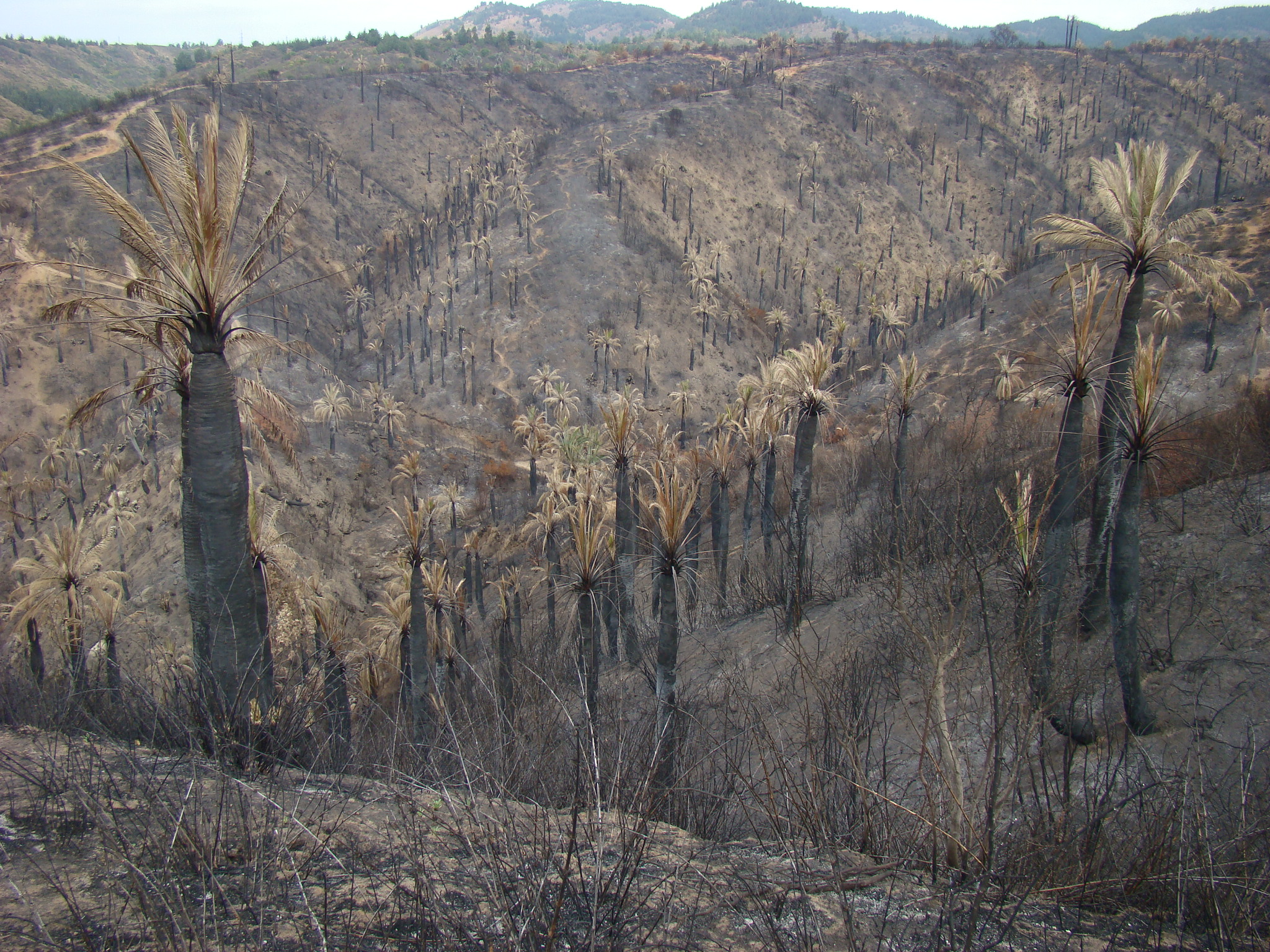
El santuario luego del incendio de febrero del 2012

El Palmar El Salto es un área protegida en la región de Valparaíso, Chile. Alberga una de las poblaciones más grandes de palma chilena (Jubaea chilensis), con más de 8000 ejemplares. En 1998, el palmar fue declarado Santuario de la Naturaleza por el Ministerio de Educación.

## Historia
Las condiciones atmosféricas, la erosión de la tierra y los vientos costeros provocan que en el área ocurran constantes incendios forestales. Estos incendios alteran irremediablemente la biodiversidad del palmar. Modifican el volumen de la biomasa, interrumpen los ciclos vitales de las plantas, favoreciendo la proliferación de plantas invasoras, y reducen la capacidad de las plantas para hacer fotosíntesis a causa del humo y el polvo en suspensión. Los incendios más extensos ocurrieron en la década de 1980, especialmente entre los años 1986 y 1987. En febrero de 2012, un incendio quemó más de 700 hectáreas del santuario.
En el palmar se han realizado varias obras civiles que han alterado el paisaje del lugar. Entre 1994 y 1997 se construyó una carretera que conecta Viña del Mar con varias ciudades del interior. En 1999 se instaló un gaseoducto que pasa por unas laderas del santuario. Por último, se instalaron torres de alta tensión en la parte más alta de éstas cuencas.
En diciembre de 2022, un gran incendio forestal en Viña del Mar afectó al palmar El Salto, siendo afectadas más de 800 palmas chilenas de acuerdo a cifras de la CONAF.

## Descripción
El santuario está conformado por cuatro áreas: Rodelillo con 84 ha, Altos del Tranque con 26 ha, Quebrada Las Siete Hermanas con 54 ha y Quebrada El Quiteño con 166 ha. Estas quebradas posee una altitud entre los 90 y 250 metros sobre el nivel del mar. El área presenta una abundante red de drenaje que desemboca en el estero Marga Marga.

### Flora
Corresponde a 234 especies distribuidas en 6 clases, 79 familias y 178 géneros. De éstas, el 76% son autóctonas y el 24% introducidas. Varias de estas especies poseen problemas de conservación. Cuatro especies (Chloraea cristata, Chloraea disoides, Eriosyce curvispina y Jubaea chilensis) son consideradas vulnerables a nivel nacional, y una Blepharocalyx cruckshanksii a nivel regional. El palmar alberga la tercera población de palma chilena (J. chilensis) más grande de Chile, después de Parque nacional La Campana y el Parque nacional Las Palmas de Cocalán. Según un censo en 1995, en el santuario habitan 6061 ejemplares de palma.
Las 4 especies con más cobertura en el área se caracterizan por colonizar sectores afectados por incendios o por poseer cualidades que las protegen de este tipo de desastres. Estas corresponden a Nassella chilensis, Chusquea cumingii, Retanilla trinervia y J. chilensis. Las tres primeras actúan como pioneras al ser las que crecen con mayor rapidez en suelos dañados. Finalmente, J. chilensis en su estado adulto no es afectada por el fuego.

### Fauna
El palmar posee una gran variedad de especies de fauna. Los mamíferos están representados por el cururo (Spalacopus cyanus), endémico de Chile, el degú (Octodon degus) y el zorro culpeo (Lycalopex culpaeus). Hay más de 35 especies de aves, entre ellas la perdiz (Nothoprocta perdicaria), carpinterito (Picoides lignarius), picaflor gigante (Patagona gigas), turca (Pteroptochos megapodius), tenca (Mimus thenca), diucón (Xolmis pyrope) y jilguero (Carduelis magellanica). Los reptiles están conformados por la culebra de cola larga (Philodryas chamissonis) y lagartijas del género Liolaemus.
Entre los anfibios destacan el sapito de cuatro ojos (Pleurodema thaul) y la rana chilena (Calyptocephalella gayi), considerada vulnerable por la UICN. Los ríos en el área permiten la presencia de especies como pez gato (Nematogenys inermis), un cangrejo de río y una especie de bivalvo de río.